# 건화 (남량)
건화(建和)는 중국 남량(南凉) 강왕(康王)의 연호이다. 400년에서 402년 3월까지 2년 3개월 동안 사용하였다.
같은 시기에 사용된 다른 연호로는 동진(東晉)에서 사용한 융안(隆安 : 397년 ~ 401년), 원흥(元興 : 402년 ~ 404년), 대형(大亨 : 402년 ~ 403년), 후연(後燕)에서 사용한 장락(長樂 : 399년 ~ 401년), 광시(光始 : 401년 ~ 406년), 후진(後秦)에서 사용한 홍시(弘始 : 399년 ~ 416년), 서진(西秦)에서 사용한 태초(太初 : 388년 ~ 400년), 후량(後凉)에서 사용한 함녕(咸寧 : 399년 ~ 401년), 신정(神鼎 : 401년 ~ 403년), 북량(北凉)에서 사용한 천새(天璽 : 399년 ~ 401년), 영안(永安 : 401년 ~ 412년), 남연(南燕)에서 사용한 건평(建平 : 400년 ~ 405년), 서량(西凉)에서 사용한 경자(庚子 : 400년 ~ 404년), 북위(北魏)에서 사용한 천흥(天興 : 398년 ~ 404년)이 있다.

## 연대대조표
| 건화                | 원년            | 2년                 | 3년                             |
| 서력                | 400년           | 401년               | 402년                           |
| 육십간지 (六十干支) | 경자(庚子)      | 신축(辛丑)          | 임인(壬寅)                      |
| 동진 (東晉)         | 융안(隆安) 4년  | 5년                 | 원흥(元興) 원년 대형(大亨) 원년 |
| 후연 (後燕)         | 장락(長樂) 2년  | 3년 광시(光始) 원년 | 2년                             |
| 후진 (後秦)         | 홍시(弘始) 2년  | 3년                 | 4년                             |
| 서진 (西秦)         | 태초(太初) 13년 | -                   | -                               |
| 후량 (後凉)         | 함녕(咸寧) 2년  | 3년 신정(神鼎) 원년 | 2년                             |
| 북량 (北凉)         | 천새(天璽) 2년  | 3년 영안(永安) 원년 | 2년                             |
| 남연 (南燕)         | 건평(建平) 원년 | 2년                 | 3년                             |
| 서량 (西凉)         | 경자(庚子) 원년 | 2년                 | 3년                             |
| 북위 (北魏)         | 천흥(天興) 3년  | 4년                 | 5년                             |

## 같이 보기
- 다른 왕조의 같은 연호
  - 후한(後漢) 건화(147년 ~ 149년)

- 중국의 연호

| 이전 연호 태초(太初) | 중국의 연호 남량(南凉) | 다음 연호 홍창(弘昌) |